# 杭州温德姆至尊豪廷大酒店
杭州温德姆至尊豪廷大酒店是位于杭州市凤起路555号的一家五星级酒店，2009年开业，由知名酒店管理集團——温德姆集團管理，酒店大楼高10层，有湖景房、豪廷房在內的293間各類客房，房均面積50平米。酒店三樓宴會區有7個會議厅，最大的可容纳五百人。以及有西餐廳、中餐厅、泰餐廳、咖啡館。
酒店毗邻西湖、武林夜市（龙游路步行街、武林路），以及浙江省人民大会堂等省政治机构。

## 图集
- 从楼顶眺望西湖
- 一楼大厅